# Mimela tonkinensis
Mimela tonkinensis är en skalbaggsart som beskrevs av Ohaus 1943. Mimela tonkinensis ingår i släktet Mimela och familjen Rutelidae. Inga underarter finns listade i Catalogue of Life.